# Hugues II (évêque de Séez)
Pour les articles homonymes, voir Hugues II.
Hugues II (Hugo), mort le 12 septembre 1240, est un évêque de Séez du XIIIe siècle.

## Biographie
Hugues appartient à une ancienne famille. Il est prieur du chapitre de Séez, lorsqu'il est élu, en 1228, pour succéder à l'évêque Gervais de Chichester. 
Il dédicace en 1231, en compagnie de l'évêque du Mans Maurice, l'abbatiale de Tironneau en l'honneur de la sainte Vierge et assiste cette même année au concile provincial de Rouen. Il bénit en mai 1235 Mabille de Saint-Lohier, abbesse d'Almenêches et en mars 1236 Pierre de Mortagne, abbé de Saint-Martin. 
Le 21 mars 1237, Hugues s'accorde avec Pierre de Colmieu, nouvel archevêque de Rouen, au sujet d'un conflit qui a duré quelques années et qui l'a vu suspendu de ses fonctions par l'official de Rouen. Il assiste à son sacre dans la cathédrale de Rouen le 9 août suivant. 
Il part en croisade en 1239. Il meurt selon le nécrologe de Saint-Victor le 12 septembre 1240.